# ピーテル・スハウブルーク
ピーテル・スハウブルーク（Pieter Schoubroeck、1570年ころ、1607年か1608年に没）はフランドルに出自を持ち、ドイツのフランケンタールなどで働いた、風景画家である。

## 略歴
現在のドイツ、ラインラント＝プファルツ州のフランケンタールに近い、ランブレヒト(Lambrecht)で生まれた。父親はフランドル出身のプロテスタントの説教師で、1566年に宗教的迫害を逃れてドイツに移ってきた人物である 。1581年に家族はフランドルのメヘレンに戻り、メヘレンでRoment Verbiestという画家の弟子になった。1585年にカトリック派のパルマ公アレッサンドロ・ファルネーゼが率いるスペイン軍がアントウェルペンを占領すると、1586年に父親はドイツのヘースハイムに移り、ピーテル・スハウブルークは同様にアントウェルペンからフランケンタールに逃れてきたヒリス・ファン・コーニンクスロー(1544-1607)の弟子になった。
ローマに移る前に、フランクフルトに移り、マルテン・ファン・ファルケンボルフ(Marten van Valckenborch:1535-1612)やヘンドリック・ファン・ステーンワイク(Hendrik van Steenwijk de Oudere: c.1550-1603)と知り合ったと伝えられるが証拠となる資料はない。
1595年にはローマにいた記録があるが、1597年にはニュルンベルクに戻っていて、そこで結婚した。結婚した妻の父親は1688年に亡くなっていたがフランケンタールで画商をしていた。1600年までニュルンベルクの文書に記録が残っているが、ニュルンベルクの市民権を放棄して、妻の資産のあるフランケンタールに移り、1607年の5月から1608年の4月の間に亡くなったとされる。
ヒリス・ファン・コーニンクスローの絵のスタイルとよく似た、想像で描かれた建物や地形のある幻想的な風景画を描いた。

## 作品

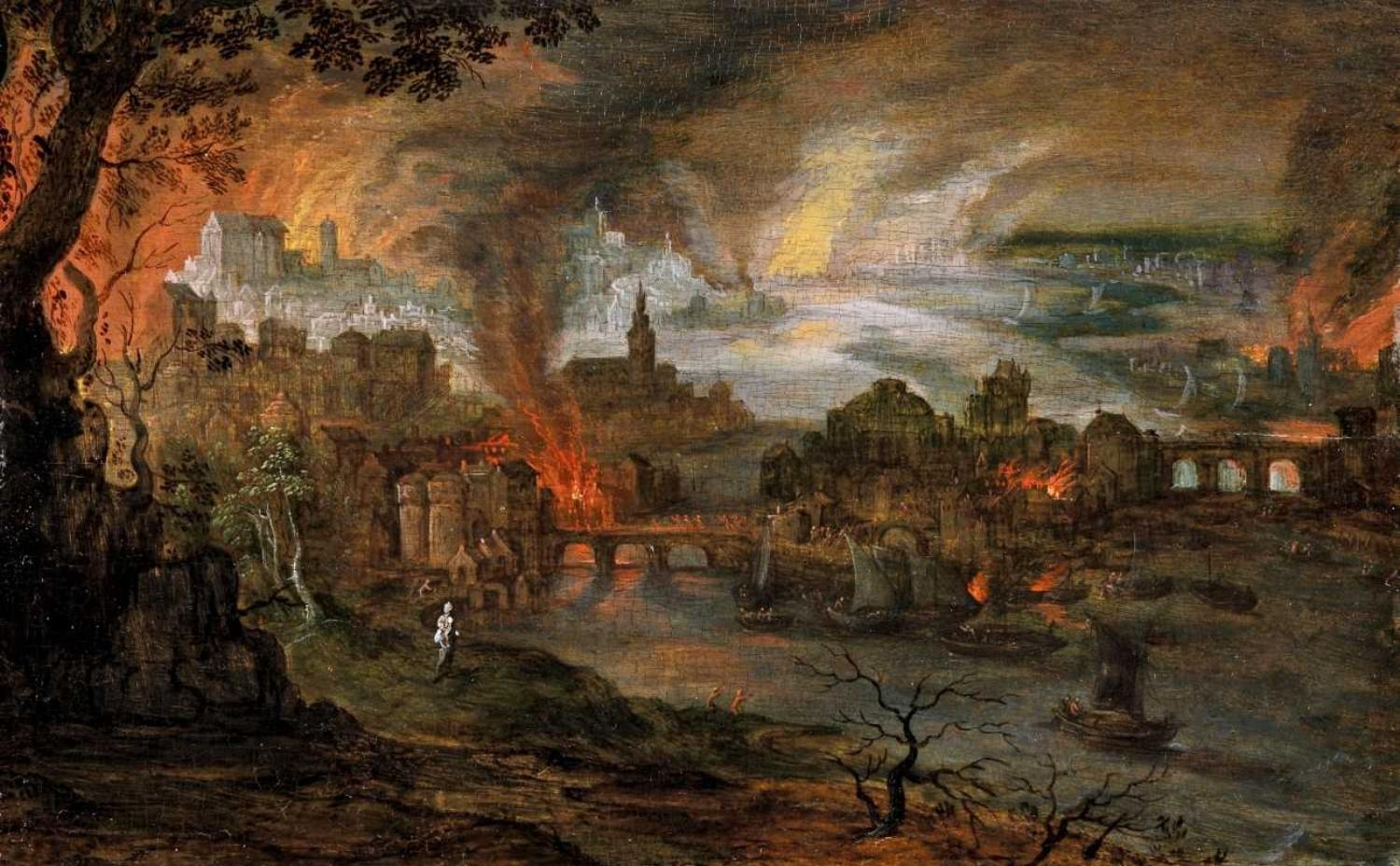
ソドムとゴモラの破壊
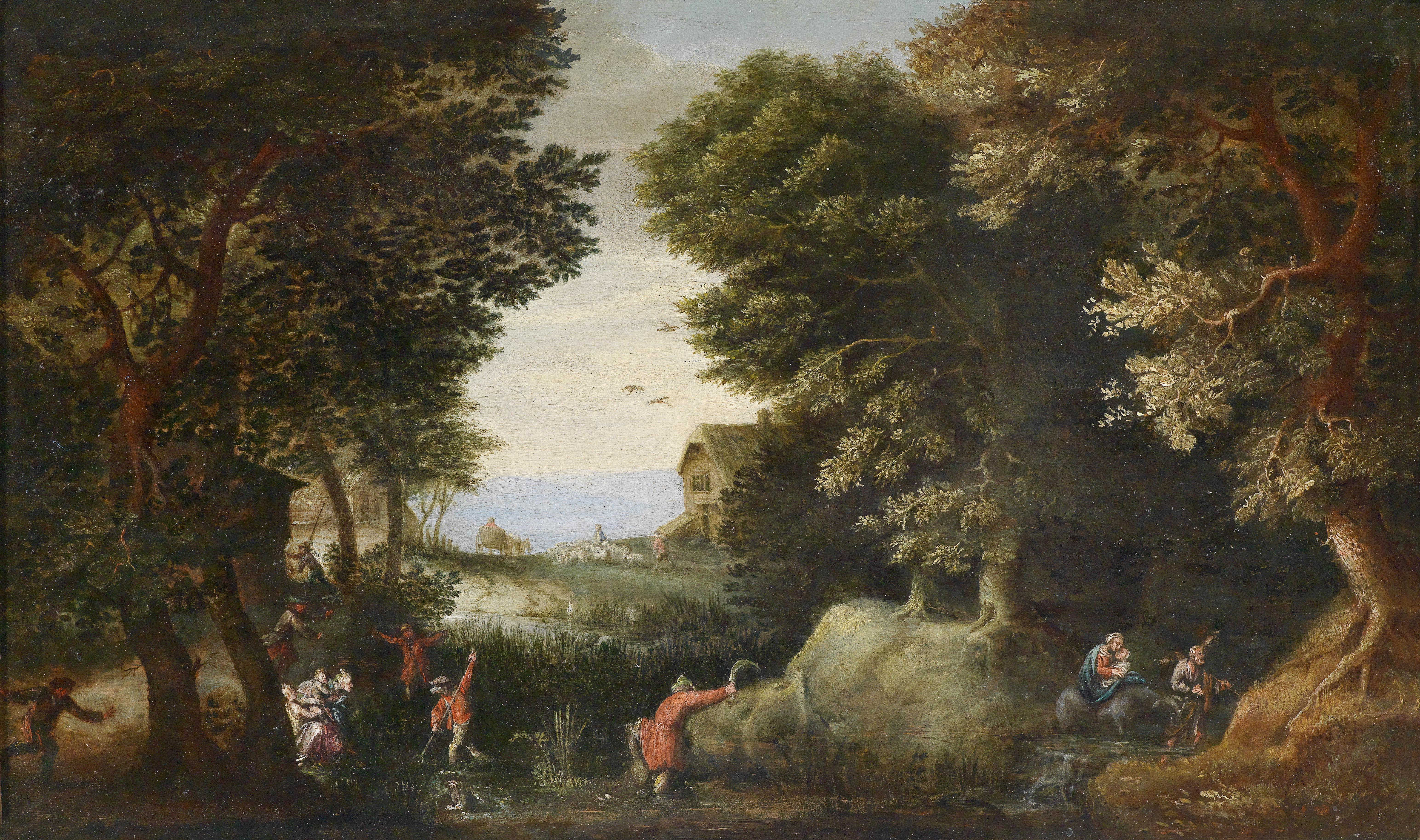
農民をカエルに変えたラトナのいる風景画。
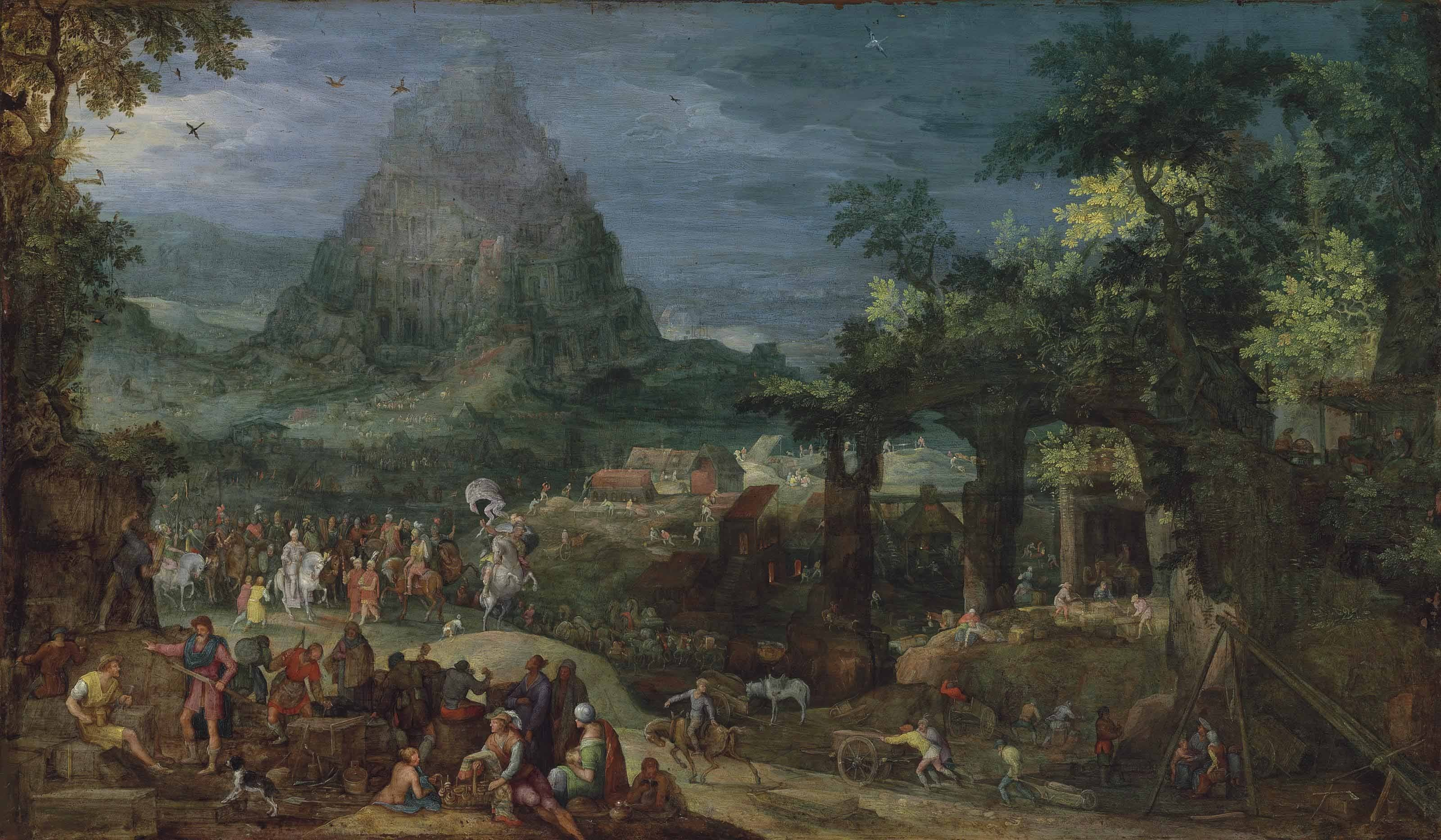
バベルの塔